# 113 Zelfmoordpreventie

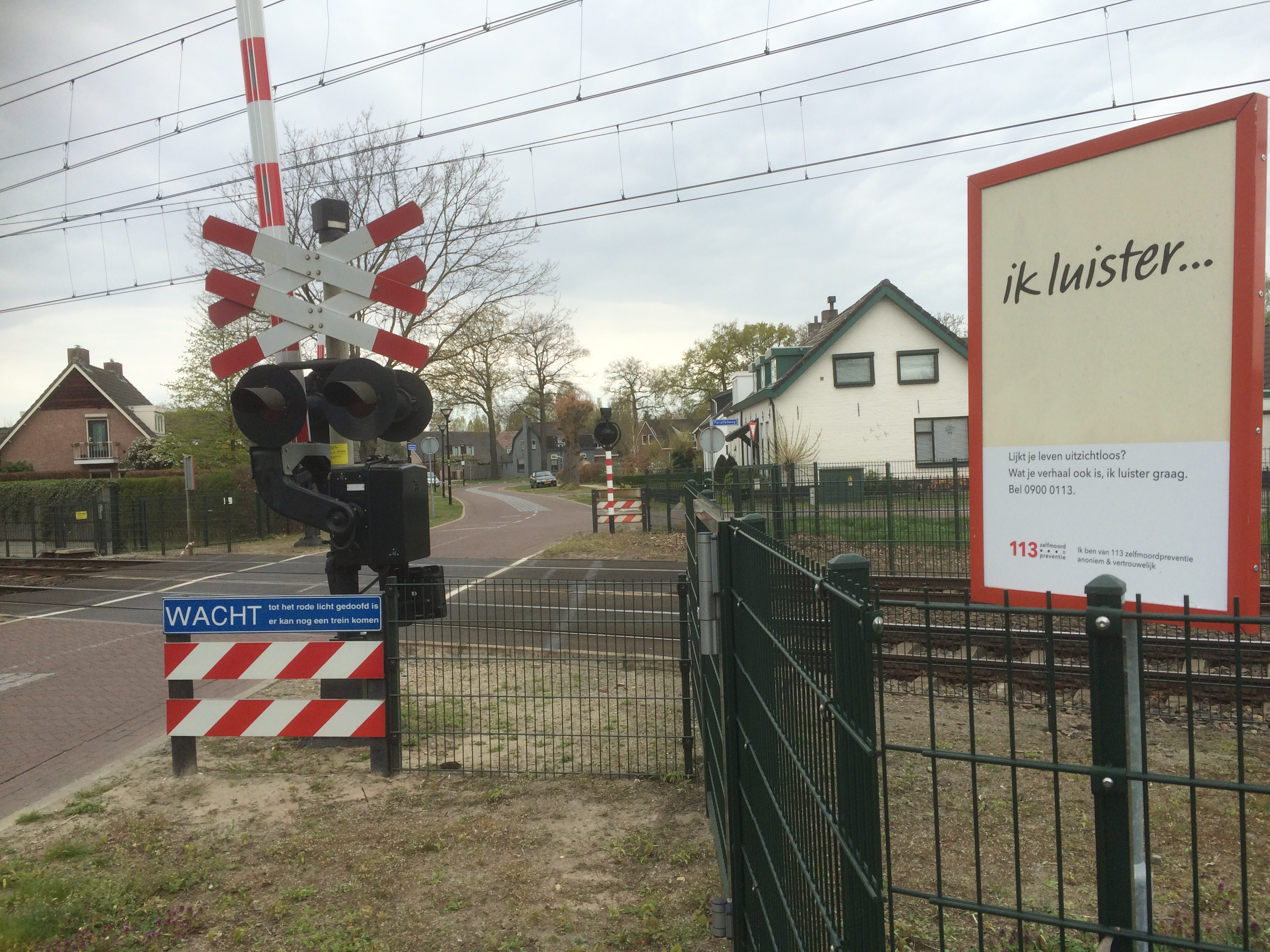
Ich höre... 113 auf einem Bahnübergang in die Niederlande

Die Stiftung 113 Zelfmoordpreventie (deutsch: Selbstmordprävention), bis Februar 2017 noch 113Online, ist eine niederländische Einrichtung des Gesundheitswesens zur Verhinderung von Suiziden. Selbstmordgefährdete Menschen können in den Niederlanden rund um die Uhr telefonisch unter der 113 oder der 0800-0113 und per Mail und Chat mit Psychologen oder in diesen Fragen geschulten Menschen in Kontakt treten. Dabei bleiben die Anrufenden vollständig anonym.

## Geschichte
Die Stiftung wurde im Jahr 2009 vom Psychiater Jan Mokkenstorm gegründet, welcher sie auch bis zu seinem Tode im Jahr 2019 leitete. Zunächst wurde die Initiative durch das niederländische Gesundheitsministerium (Ministerie van Volksgezondheid, Welzijn en Sport, kurz VWS)  unterstützt, in der Erwartung, dass die Gemeinschaft der Versicherungsunternehmen die weitere Finanzierung übernehmen würde. Die Versicherer sahen jedoch rechtliche Hürden für die Kostenerstattung bei anonymen Hilfsleistungen. Mittlerweile wird die Stiftung unter anderem durch Zuwendungen des Gesundheitsministeriums finanziert. Ministerin Schippers beabsichtigte ab 2018 den Betrag auf 3,4 Millionen Euro zu erhöhen, sodass 113 Zelfmoordpreventie seine Aktivitäten ausbauen kann.
Die Telefonnummer 113 (ohne vorhergehende Null) konnte bisher nicht für diesen Dienst verwendet werden, da es sich bei dieser dreistelligen Nummer um eine in Europa harmonisierte Kurznummer handelt, wie im Telefon- und ISDN-Dienst festgelegt. Die Verbraucherschutzbehörde „Autoriteit Consument en Markt“ hatte 113 Zelfmoordpreventie keine Erlaubnis zur Verwendung dieser Nummer erteilt. Der Staatssekretär im Ministerie van Volksgezondheid, Welzijn en SportPaul Blokhuis gab im Oktober 2019 bekannt, dass er sich verpflichtet, diese Telefonnummer zur Verfügung zu stellen. Telekommunikationsanbieter wurden gebeten, diese Nummer an 0900-0113 (aktuell: 0800 0113) weiterzuleiten. Seit dem 6. Juli 2020 ist der Dienst in der Regel über die Telefonnummer 113 verfügbar.

## Organisation
Selbstmordgefährdete Menschen, die sich bei 113 Zelfmoordpreventie melden, gelangen zunächst an einen der rund 160 freiwilligen Helfer. Des Weiteren sind bei 113 Zelfmoordpreventie Psychologen, Orthopädagogen (eine niederländische Form des Sonderpädagogen) und Psychiater beschäftigt, welche die freiwilligen Helfer unterstützen bzw. die weiteren Gespräche übernehmen. Diese professionelle Unterstützung ist zeitlich begrenzt, kann aber nach Überweisung durch den Hausarzt an praktizierende Fachärzte weitergeführt werden.
Neben der direkten Hilfe bietet die Stiftung auch eine Ausbildung für Betreuer an, ebenso wie die Unterstützung von Nachbarn und Angehörigen. 113 Zelfmoordpreventie ist mittlerweile so zu einem Expertenzentrum auf dem Gebiet des Suizids geworden.
Die niederlandweit agierende Stiftung hat ihren Hauptsitz in Amsterdam.

## Zahlen
Nach eigenen Angaben sind es täglich 40 bis 60 Menschen, die mit sich mit Selbstmordabsichten bei 113 Zelfmoordpreventie melden. Die Zahl der Anrufenden schwankt periodisch; besonders rund um die Festtage im Dezember nehmen die Anrufe zu, aber auch nachdem berühmte Menschen sich das Leben nahmen (Werther-Effekt). 113 Zelfmoordpreventie hat das Ziel bis 2030 die Zahl, der Suizide auf 800 pro Jahr zurückzudrängen, gegenüber den rund 1850 Selbsttötungen die jeweils in Jahren 2013, 2014 und 2015 in den Niederlanden erfolgten. 2018 gab es in den Niederlanden aber immer noch 1829 Selbsttötungen.
2016 arbeiteten rund 250 Personen ehrenamtlich oder angestellt bei 113 Zelfmoordpreventie, welche in diesem Jahr insgesamt 11.029 Telefongespräche (Vorjahr: 9.453) und 20.886 Chats (2015: 12.597) mit Selbstmordgefährdeten führten. Die Webseite wurde 369.815 Mal besucht (2015: 256.045). Für 2017 stand 113 Zelfmoordpreventie (113Online) ein Budget von knapp fünf Millionen Euro zur Verfügung.